# Aktionärsforum
Aktionärsforum ist ein Internetforum des elektronischen Bundesanzeigers, das Aktionären und Aktionärsvereinigungen in Deutschland eine Plattform für die Interessenvertretung bietet. Das Verfahren wurde 2005 mit dem neuen § 127a im Aktiengesetz eingeführt. Mit der Verordnung über das Aktionärsforum vom 22. November 2005 (Aktionärsforumsverordnung, kurz: AktFoV) wurden weitere Einzelheiten geregelt. Das Aktionärsforum ist jedoch nur eine von vielen Möglichkeiten der Kommunikation von Aktionären untereinander.